# Туссен, Андре
Андре Туссен (англ. Andre Toussaint, род. 26 августа 1981 года, Пойнт-Фортин, Тринидад и Тобаго) — тринидадский футболист, нападающий. Бывший игрок национальной сборной Тринидада и Тобаго по футболу.

## Клубная карьера
На первых порах Туссен играл за тринидадский клуб «Джо Паблик». В 2003 году Туссен перейдет в «Дабл-Ю Коннекшн» и надолго станет важным членом команды. Туссен хорошо себя показал, и в 2007 году перешел в клуб из США «Чарлстон Бэттери». Этот клуб остался единственным иностранным клубом. Туссен сыграл в его составе 9 матчей лиги. Вернувшись из аренды, он отыграл в «Коннекшн» до 2010 года. В этот период Андре вместе с командой сотворил сенсацию, забив два гола в ответном матче Лиги чемпионов КОНКАКАФ 2008/2009 против «Нью-Йорк Ред Буллс». В результате клуб МЛС вылетел, а «Коннекшн» завоевал первую в истории путевку в групповой этап континентального турнира.
В 2010 году Туссен стал свободным агентом. Он вернулся в «Джо Паблик», где провел два сезона. Затем в его карьере последовали «Т-энд-ТЕК», «Каледония АИА» и «Пойнт-Фортен Сивик». В 2015 году он снова вернулся в «Дабл-Ю Коннекшн».

## Карьера в сборной
Туссен играл в молодежных сборных Тринидада и Тобаго разных уровней, и дебютировал в основной сборной 27 июля 2002 года в матче против сорной Барбадоса (матч закончился 0:0). Первый гол он забил уже через три для, в выставочном матче против сборной Сент-Китса и Невиса. Последний же матч он сыграл в Порт-оф-Спейне 28 августа 2011 года против Индии (3:0)